# Fédération internationale de jiu-jitsu brésilien
La Fédération internationale de jiu-jitsu brésilien (International Brazilian Jiu-Jitsu Federation ; IBJJF) est une société à but lucratif qui organise plusieurs des plus grandes compétitions de jiu-jitsu brésilien dans le monde, notamment les championnats du monde de jiu-jitsu brésilien. La fédération a été créée par Carlos Gracie Jr., fils de Carlos Gracie et dirigeant-fondateur de l'une des plus grandes associations de jiu-jitsu brésilien, la Gracie Barra (en).